# میلو مارتین
میلو مارتین (انگلیسی: Milo Martin; ۶ فوریهٔ ۱۸۹۳ – ۲۶ ژوئیهٔ ۱۹۷۰) مجسمه‌ساز اهل سوئیس بود.
از افتخارات وی میتوان به کسب مدال نقره مجسمه‌سازی تندیس در بخش مسابقات هنری بازی‌های المپیک تابستانی ۱۹۲۸ اشاره کرد.